# غلشهر
غلشهر (بالفارسية: گل‌شهر) هي مدينة تقع في إيران في البلدة المركزية. يقدر عدد سكانها بـ 9,966 نسمة .